# Den Ilp
Den Ilp est un village de la commune néerlandaise de Landsmeer, dans la province de la Hollande-Septentrionale. Le 1er janvier 2008, le village comptait 920 habitants.
Jusqu'au 1er janvier 1991, Den Ilp faisait partie de la commune d'Ilpendam. Lors de la fusion de celle-ci avec Waterland, Den Ilp est rattachée à Landsmeer.